# Cam Lâm (xã)
Cam Lâm là một xã thuộc huyện Con Cuông, tỉnh Nghệ An, Việt Nam.
Xã Cam Lâm có diện tích 62,14 km², dân số năm 1999 là 2.371 người, mật độ dân số đạt 38 người/km².